# Піранга сонцепера
Піранга сонцепера (Piranga flava) — вид горобцеподібних птахів родини кардиналових (Cardinalidae).

## Поширення
Вид поширений в Америці від США (Каліфорнія, Аризона, Нью-Мексико та Колорадо) до півночі Аргентини. Населяє різноманітні відкриті ліси та савани

## Опис
Дрібний птах, завдовжки близько 20 см та вагою 38 г. Він має короткий хвіст і товстий дзьоб з яскравим оперенням на лобі та горлі. Боки сірі, темні щоки і темні очі. Оперення самиці жовтих відтінків, а самця червоних.

## Підвиди
Існують три групи підвидів червоної піранги, які можуть бути окремими видами: Група flava
- P. f. flava — від південно-східної Болівії до Уругваю та внутрішніх районів Аргентини;
- P. f. macconnelli — в південній Гаяні, південному Суринамі та північній Бразилії;
- P. f. saira — у східній і південній Бразилії;
- P. f. rosacea — на сході Болівії.

Група hepatica
- P. h. hepatica — від південного заходу США до південного заходу Мексики;
- P. h. dextra — на півдні США та східній Мексиці;
- P. h. figlina — в східній Гватемалі та Белізі;
- P. h. albifacies — від західної Гватемали до північної частини Нікарагуа;
- P. h. savannarum — у східному Гондурасі та північному сході Нікарагуа.

Група lutea
- P. l. testacea — в Коста-Риці і Панамі;
- P. l. lutea — від південно-західної Колумбії до західної Болівії;
- P. l. desidiosa — в західній Колумбії;;
- P. l. toddi — в центральній Колумбії;
- P. l. faceta — типовий для Тринідаду, Північної Колумбії та Північної Венесуели;
- P. l. haemalea — в південній Венесуелі, Гвіані і Північній Бразилії.